# Filibert González i Zafra
Filibert González Zafra (Barcelona, 7 de maig 1945 - 21 de gener de 2008) fou un pintor i joier català. Solia signar les obres amb el seu sol nom de fonts «Filibert».
Format a l'Escola Industrial de Barcelona, s'orientà cap al camp de la joiería, i l'exercí molts anys i per a firmes molt conegudes.
Com a pintor li ha donat més anomenada els nombrosos retrats, precisos i expressius, que ha fet, a l'oli de personatges rellevants de la vida catalana. paisatge i composicions florals i bodegons. També va col·laborar fent els retrats dels col·laboradors del Butlletí del Reial Cercle Artístic de Barcelona, institució de la que fou soci destacat. Aquests retrats, que inclouen personatges com Josep Maria Cadena, Arnau Puig, Maria Jesús de Sola, Joan Abelló, Maria Carme Illa o Maria Isabel Marín Silvestre, part de la seva obra va ser aplegada, a les acaballes del 2007, en una àmplia exposició individual al Cercle mateix  que serví de càlid homenatge a l'artista i gran persona.